# Вулиця Дубовецька (Тернопіль)
Вулиця Дубовецька — вулиця в мікрорайоні «Промисловий» міста Тернополя.

## Установи
- Редакція газети «RIA плюс» (Дубовецька, 1Б)

## Відомості
Розпочинається від вулиці Бродівської, пролягає на північ, згодом — на схід, де і закінчується.